# Tacaná
Il Tacaná è un vulcano situato sul confine tra Chiapas e Guatemala che svetta dalla Selva Chapaneca. Con i suoi 4.064 metri sul livello del mare è una delle principali cime della Sierra Madre de Chiapas.
Decimo picco più alto del Messico, e seconda vetta più alta del Guatemala, raramente è coperto di neve, e con i suoi pendii coperti da una fitta foresta rappresenta il confine naturale tra i due paesi. La sua ultima eruzione registrata risale al 1986.
Fa parte dell'Arco vulcanico dell'America centrale.